# Freaks and Geeks

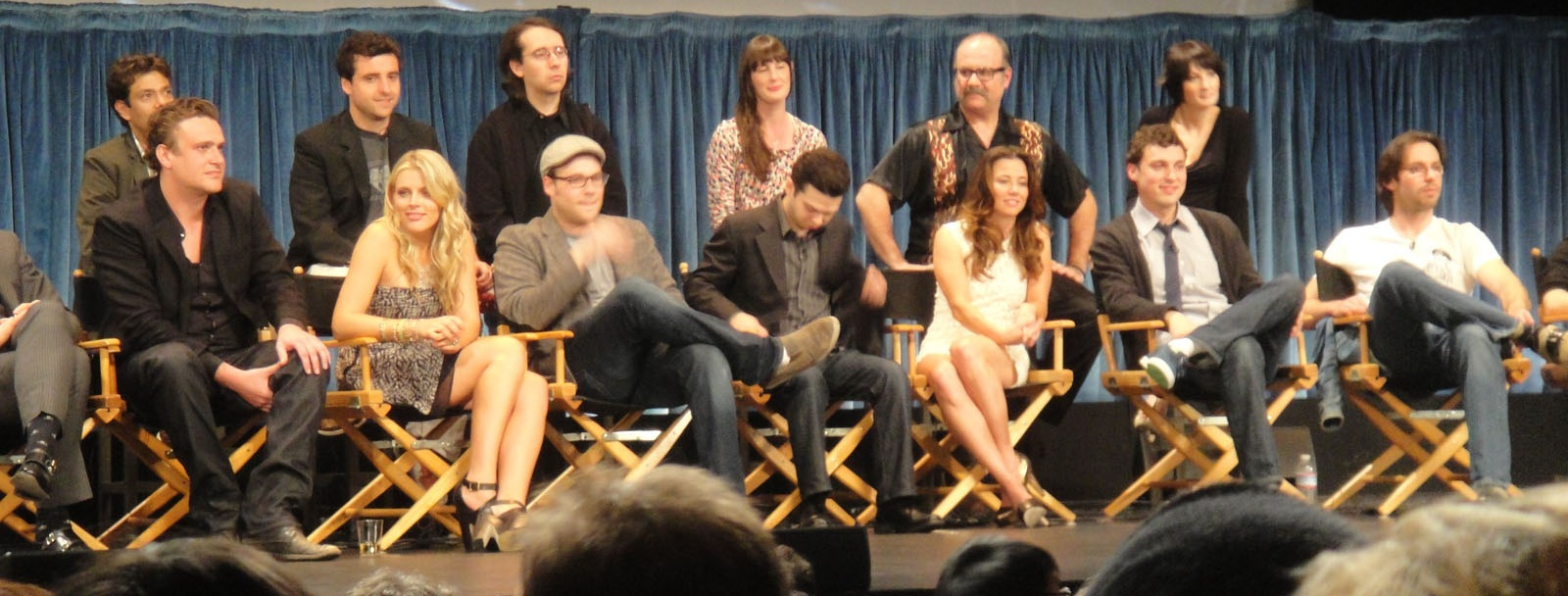
Deelnemers aan Freaks and Geeks 2011

Freaks and Geeks is een Amerikaanse tienerdrama/comedyserie, bedacht door Paul Feig en geproduceerd door Judd Apatow. De serie heeft 18 afleveringen en werd in 1999 uitgezonden door NBC. De serie gaat over Lindsay en haar broertje Sam die op de middelbare school zitten in de jaren 80.

## Verhaal
De serie speelt zich af in het schooljaar 1980-1981 waar Lindsay Weir en haar broer Sam samen op de McKinley High School zitten. De serie begint als Lindsay verandert van een goede student in een meisje dat met de Freaks rondhangt. Haar relatie met haar nieuwe vrienden alsmede haar oude vrienden en de frictie die het oplevert met haar ouders is de focus van de serie. Haar broer Sam is vooral bezig om er bij te horen op school samen met zijn Geeks vriendengroep.

## Rolverdeling

### Hoofdrollen
| Acteur             | Rol             | Beschrijving | Aantal afleveringen |
| ------------------ | --------------- | --- | ------------------- |
| Linda Cardellini   | Lindsay Weir    | Ze was ooit een studiebol, maar gaat nu door het leven als een freak die telkens in de problemen raakt met haar nieuwe vrienden.                                      | 18                  |
| John Francis Daley | Sam Weir        | Het broertje van Lindsay dat baalt dat hij op school wordt gezien als een geek. Hij is zeer verlegen en heeft gevoelens voor Cindy.                                   | 18                  |
| James Franco       | Daniel Desario  | Een freak die door scholieren ook wel wordt beschreven als 'cool'. Hij presteert echter zeer slecht op school en baalt dat hij niet meer maakt van zijn leven.        | 18                  |
| Jason Segel        | Nick Andopolis  | Een freak die, in tegenstelling tot zijn vrienden, meer ingetogen en vriendelijk is.                                                                                  | 18                  |
| Busy Philipps      | Kim Kelly       | Een freak die door scholieren wordt gezien als brutaal, vals en wreed. Later blijkt ze wel degelijk aardig te kunnen zijn.                                            | 18                  |
| Seth Rogen         | Ken Miller      | Een freak met overgewicht die er om bekendstaat sarcastisch te zijn. Hij is de beste vriend van Daniel en laat niet veel andere mensen toe in zijn leven.             | 18                  |
| Samm Levine        | Neal Schweiber  | Een geek die veronderstelt dat hij een geweldige komiek en vrouwenverslinder is. Hij staat graag in het middelpunt van de aandacht.                                   | 18                  |
| Martin Starr       | Bill Haverchuck | Een lange en slanke geek met een grote bril. Hij is de enige van zijn groep die er geen problemen mee heeft een nerd te zijn.                                         | 18                  |
| Joe Flaherty       | Harold Weir     | Het hoofd van de familie Weir. Aanvankelijk komt hij over als een strikte en dominante man zonder humor, maar later blijkt dat hij heel veel van zijn kinderen houdt. | 18                  |
| Becky Ann Baker    | Jean Weir       | De zorgzame moeder van Lindsay en Sam die altijd klaar staat voor haar kinderen en veel vertrouwen in hen heeft.                                                      | 18                  |

### Bijrollen
| Acteur               | Rol                  | Beschrijving | Aantal afleveringen |
| -------------------- | -------------------- | --- | ------------------- |
| Sarah Hagan          | Millie Kentner       | Een geek die, door haar religieuze achtergrond, altijd braaf is. Ze was ooit de beste vriendin van Lindsay.                                                        | 12                  |
| Natasha Melnick      | Cindy Sanders        | Een cheerleader die aardig is tegen iedereen en goed overweg kan met Sam. Ze ziet hem als een broertje en merkt niet dat hij verliefd op haar is.                  | 10                  |
| Jerry Messing        | Gordon Crisp         | Een zwaarlijvige geek die een groot fan is van sciencefiction. Door een lichamelijke afwijking stinkt hij altijd en daarom willen mensen vaak niet met hem omgaan. | 11                  |
| Stephen Lea Sheppard | Harris Trinsky       | Een geek die, in tegenstelling tot zijn vrienden, goed in zijn vel zit en veel weet over seks.                                                                     | 9                   |
| Dave Allen           | Jeff Rosso           | De decaan van de school en een hippie die denkt dat hij problemen van scholieren op een moderne manier aanpakt.                                                    | 10                  |
| Chauncey Leopardi    | Alan White           | Een pestkop die graag Sam en zijn vrienden vernedert. | 9                   |
| Thomas F. Wilson     | Coach Ben Frederiks  | De gymleraar van de school die wordt gevreesd door de geeks door zijn strenge en vernederende aanpak.                                                              | 6                   |
| Steve Bannos         | Frank Kowchevski     | De wiskundeleraar die grappen absoluut niet kan waarderen en geen genade heeft voor leerlingen als ze de fout in zijn gegaan.                                      | 11                  |
| Joanna García        | Vicki Appleby        | Een cheerleader die bekendstaat als het gemene meisje van de school.                                                                                               | 5                   |
| Riley Smith          | Todd Schellinger     | De footballspeler waar alle meiden van de school als een blok voor vallen.                                                                                         | 5                   |
| Kayla Ewell          | Maureen Sampson      | Het nieuwe meisje op school die aanvankelijk omgaat met Sam en zijn vrienden.                                                                                      | 3                   |
| Lizzy Caplan         | Sara                 | Een scholier die dol is op disco. | 4                   |
| Jessica Campbell     | Amy Andrews          | De tubaspeler van de schoolband die geen blad voor haar mond neemt.                                                                                                | 2                   |
| Sam McMurray         | Dokter Vic Schweiber | De vader van Neal. | 3                   |
| Claudia Christian    | Gloria Haverchuck    | De alleenstaande moeder van Bill. | 2                   |
| Samaire Armstrong    | Laurie               | Een hippie en groot fan van Grateful Dead. Ze raakt aan het einde van de serie bevriend met Lindsay.                                                               | 2                   |
| Ben Foster           | Eli                  | Een gehandicapte geek die denkt dat hij goed overweg kan met iedereen. Hij snapt niet dat iedereen eigenlijk de spot met hem drijft.                               | 2                   |
| Rashida Jones        | Karen Scarfoli       | De rebelse en gemene vriendin van Kim die graag mensen pest en het vooral voorzien heeft op Sam.                                                                   | 1                   |
| Leslie Mann          | Miss Foote           | Een aantrekkelijke en aardige lerares waar Bill smoorverliefd op wordt.                                                                                            | 1                   |

## Prijzen/nominaties
De serie was genomineerd voor twee Emmy Awards in 2000. Voor een Outstanding Writing for a Comedy Series (voor de Pilot) en voor Outstanding Casting for a Comedy Series. De serie ontving de Emmy voor de Casting.
In 2001 was de serie opnieuw genomineerd voor een Emmy, voor Outstanding Writing for a Comedy Series voor de aflevering Discos and Dragons

## Undeclareden verder
In 2001 verschenen verschillende acteurs uit Freaks and Geeks in de nieuwe comedy van Judd Apatow , Undeclared. Seth Rogen speelde een hoofdrol en Jason Segel werd een terugkerende gastrol. Samm Levine, Busy Phillips en Natasha Melnick hadden gastrollen voor meerdere afleveringen. De serie Undeclared werd net als Freaks and Geeks na een seizoen gestopt.
Zes jaar later speelden acteurs van de twee series samen in de film Knocked Up van Judd Apatow. In Superbad een film die werd geproduceerd door Apatow verschenen Seth Rogen, Martin Starr, Steven Bannos en David Krumholtz.